# Kijevac (Surdulica)
Pour les articles homonymes, voir Kijevac.
Kijevac (en serbe cyrillique : Кијевац) est un village de Serbie situé dans la municipalité de Surdulica, district de Pčinja. Au recensement de 2011, il comptait 99 habitants.

## Démographie
| 1948 | 1953  | 1961  | 1971 | 1981 | 1991 | 2002 | 2011 |
| ---- | ----- | ----- | ---- | ---- | ---- | ---- | ---- |
| 954  | 1 305 | 1 100 | 718  | 427  | 318  | 183  | 99   |

|  |